# Hymenophytaceae
Hymenophytaceae, porodica jetrenjarki u podredu Pallaviciniineae, dio reda Pallaviciniales.

## Rodovi
1. Hymenophyton Dumort.
2. !Umbraculum Gottsche